# Вандей Глоб

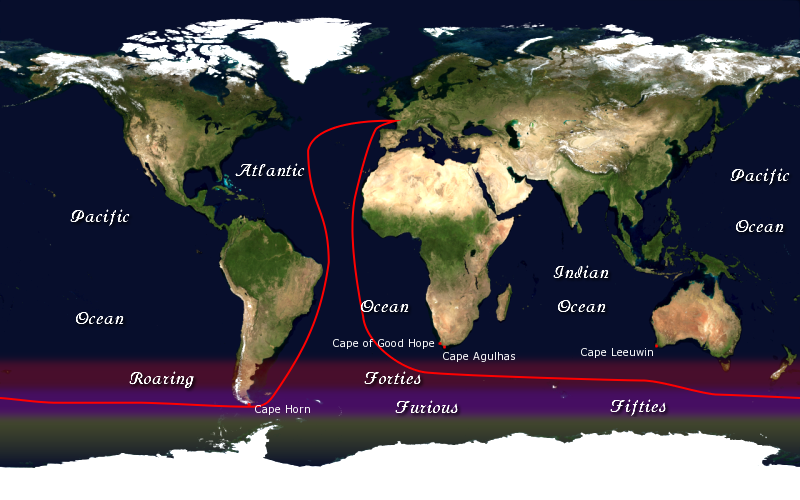
Маршрут перегонів

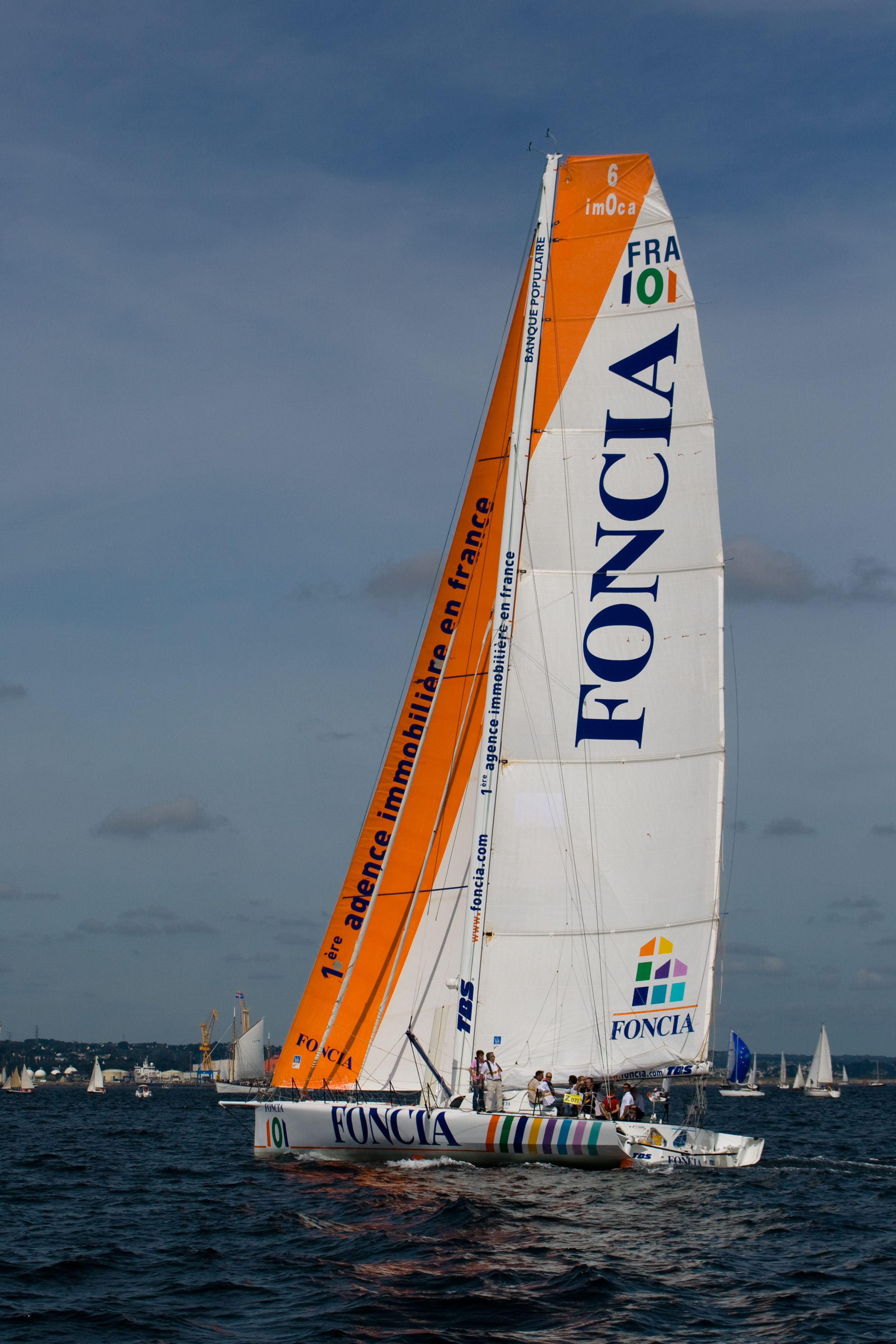
Яхта-переможець регати 2008/09

Вандей Глоб (фр. Vendée Globe, укр. Глобус Вандея) — регата, навколосвітні перегони яхтсменів-одинаків без зупинок і без сторонньої допомоги. Перегони були засновані в 1989 році Філіпом Жанто (Philippe Jeantot, нар. 1952), а з 1992 року проводяться кожні чотири роки. Перші перегони відбулись на рубежі 1989/90 року, останні стартували в неділю, 6 листопада 2016 року.
У регаті беруть участь човни класу Open 60 (до 2004 — також Open 50). Старт і фініш перегонів проходить у Франції в містечку Ле-Сабль-д'Олонн (Вандея, Франція). Учасники повинні пройти Мис Доброї Надії, мис Лувін, мис Горн — всього більш 30 тисяч морських миль, при цьому вони не мають права заходити в порти, а команди, які залишаються на суші, не можуть їх підтримувати. Шкіпери повністю покладаються на свої навички плавання.
Перегони вважаються найскладнішими в світі і є серйозним випробуванням яхтсменів на витривалість, тому розглядаються багатьма фахівцями як найжорсткіші з океанських регат. В перегонах загинули двоє спортсменів: британець Найджел Бержес (Nigel Burgess) та канадець Ґеррі Руфс (Gerry Roufs) У 2008 році через 48 годин після старту сім яхт були виведені з ладу і не змогли продовжувати гонку.

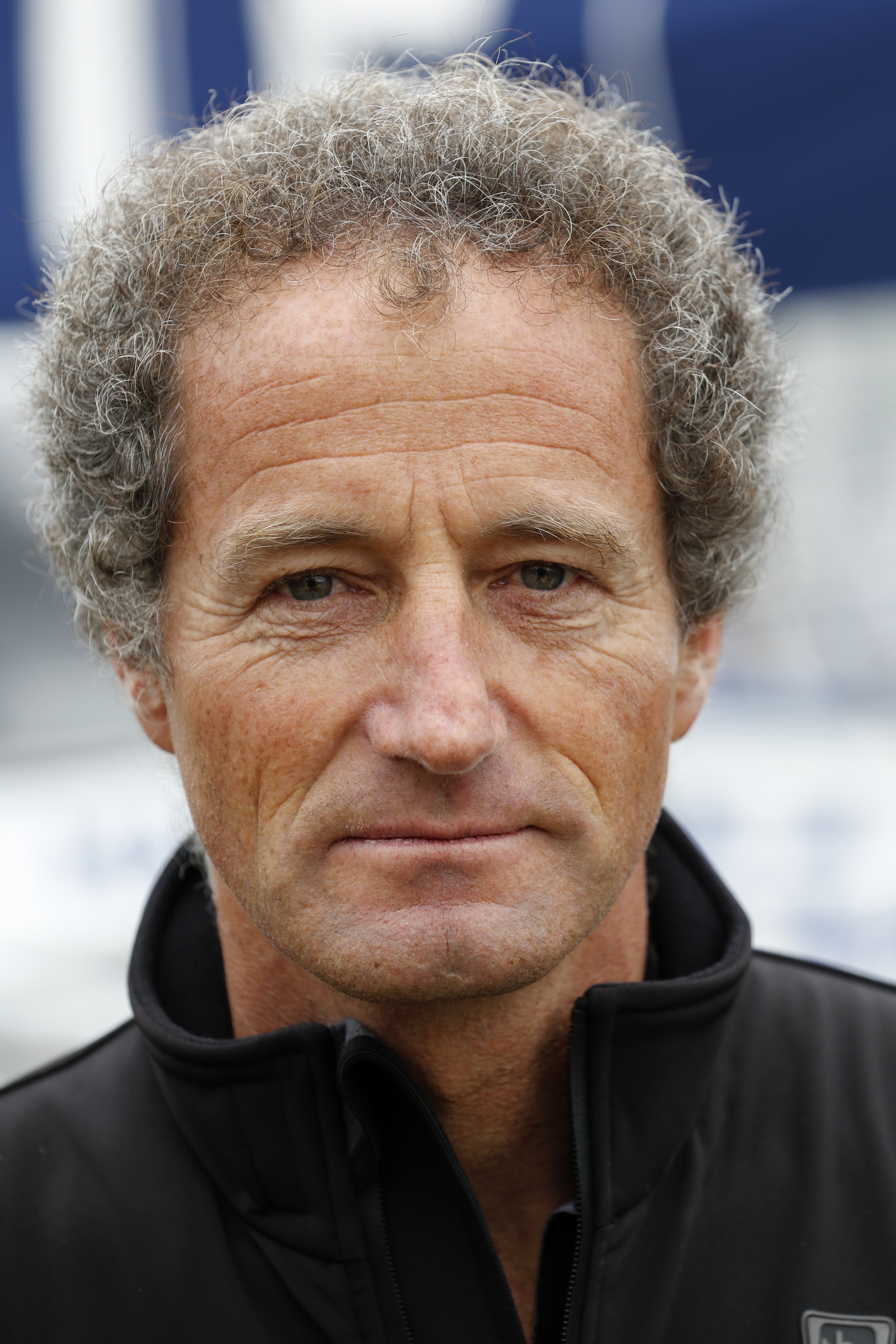
Michel Desjoyeaux, єдиний капітан, що здобув дві перемоги

## Яхти
Яхти, що беруть участь в регаті, належать до класу Open 60 і коштують в середньому по мільйону євро кожна. Основні характеристики середньостатистичної яхти гонки «Вандей Глоб»: довжина — 18.28 метра, ширина — 5,80 метрів, осадка з кілем — 4,50 метра, максимальна площа вітрил — 300 м².

## Переможці регати
| №   | Рік     | Шкіпер            | Прапор | Яхта                    | Час              |
| --- | ------- | ----------------- | ------ | ----------------------- | ---------------- |
| I   | 1989/90 | Titouan Lamazou   | FRA    | Ecureuil d'Aquitaine II | 109d 08h 48m 50s |
| II  | 1992/93 | Alain Gautier     | FRA    | Bagages Superior        | 110d 02h 22m 35s |
| III | 1996/97 | Christophe Auguin | FRA    | Geodis                  | 105d 20h 31m 00s |
| IV  | 2000/01 | Michel Desjoyeaux | FRA    | PRB                     | 093d 03h 57m 32s |
| V   | 2004/05 | Vincent Riou      | FRA    | PRB                     | 087d 10h 47m 00s |
| VI  | 2008/09 | Michel Desjoyeaux | FRA    | Foncia                  | 084d 03h 09m 08s |
| VI  | 2012/13 | Франсуа Габар     | FRA    | Macif                   | 078d 02h 16m 40s |
| VII | 2016/17 | Armel Le Cléac'h  | FRA    | Banque Populaire VIII   | 074d 03h 35m 46s |

## Перегони у мистецтві
- «Одинак» — французький фільм-драма 2013 року.

## Цікаві факти
- В перегонах 200/01 року друге місце зайняла 24 річна британка Еллен Макартур, яка стала також наймолодшим учасником цього змагання.